# نيقوديموس
نيقوديموس أحد الشخصيات المذكورة في العهد الجديد ويختص بذكرها إنجيل يوحنا، حيث يرد ذكره أربع مرات؛ كان نيقوديمس شخصية بارزة ومرموقة في المجتمع اليهودي أيام يسوع، فقد كان عضوًا في السنهدرين وبحسب الأناجيل فقد كان تلميذًا سريًا للمسيح أيضًا وعضوًا في حزب الفريسيين.
يرد ذكره أول مرة في الفصل الثالث من إنجيل يوحنا، ويعرفه بأنه فريسي وعضو في المجلس اليهودي الأعلى، وقد جاء إلى يسوع سرًا ليعلن له إيمانه به، عندها طرح عليه المسيح مفهوم الولادة من فوق أو الولادة من جديد، أي المعمودية، لوراثة ملكوت الله، لكن نيقوديمس لم يفهم، فقدم له يسوع شرحًا وافيًا تضمن حديثًا عن مكانة المسيح في السماء، وموت المسيح المرتقب، ودور الإيمان في الخلاص، أما الذكر الثاني لنيقوديمس يأتي في الفصل السابع من إنجيل يوحنا، حيث يذكر ضمن اجتماع للفريسيين وحرس الهيكل بهدف إلقاء القبض على يسوع وقتله، عندها قام نيقوديمس بالدفاع عن يسوع مطالبًا بعدم إلقاء القبض عليه قبل سماع دفاعه عن نفسه أولاً، فاتهم بالخيانة التواطئ، وتعرض لسخرية سائر أعضاء المجلس.
الذكر الأخير لنيقوديمس في الفصل التاسع عشر، حيث يذكر إلى جانب يوسف الرامي وهو أيضًا عضو من أعضاء السنهدرين كان تلميذًا ليسوع في الخفاء، يقومان كلاهما بدفن جثمان يسوع وفق العادات اليهودية،
ترى الكنيسة أن الدروس الروحية من حياة نيقوديمس عديدة، فبحسب تعاليمها أنه بعد موت المسيح حصل تغيير في حياة أربع أشخاص يمثلون أربعة نماذج، لص اليمين، وقائد المئة الروماني، ويوسف ونيقوديمس اللذان أشهرا إيمانهما بالمسيح عندما طلبا جثمانه.

## معرض صور

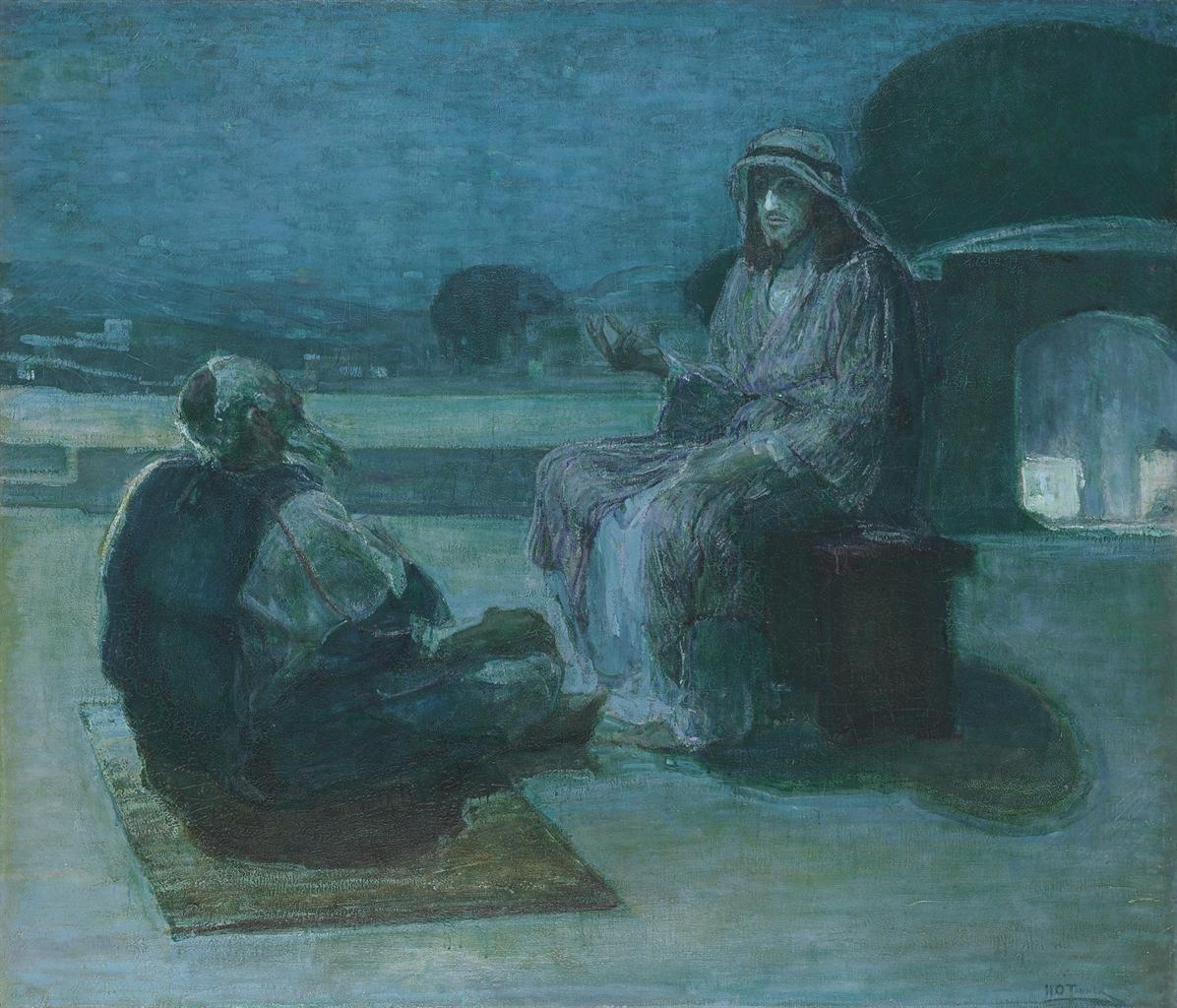
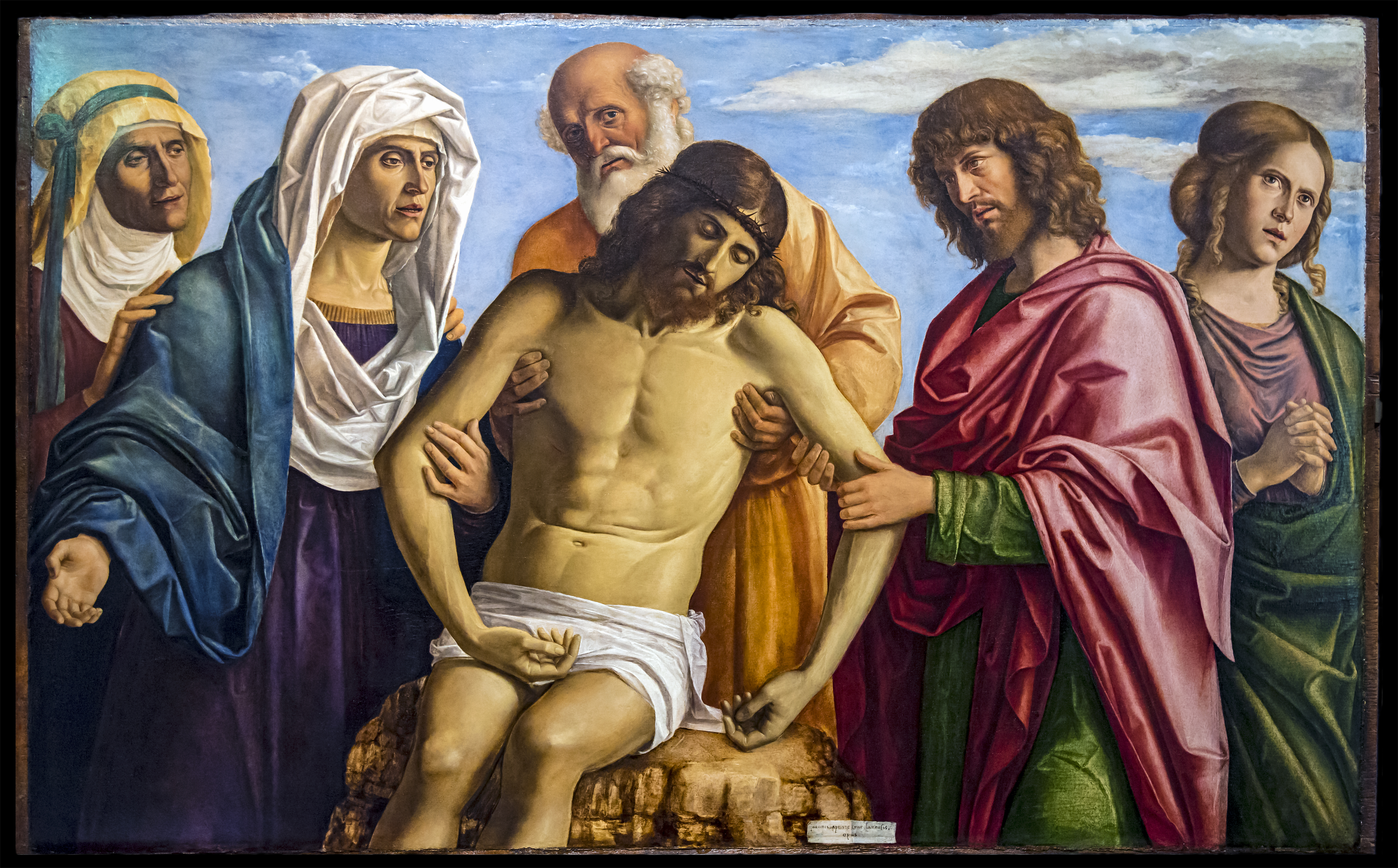
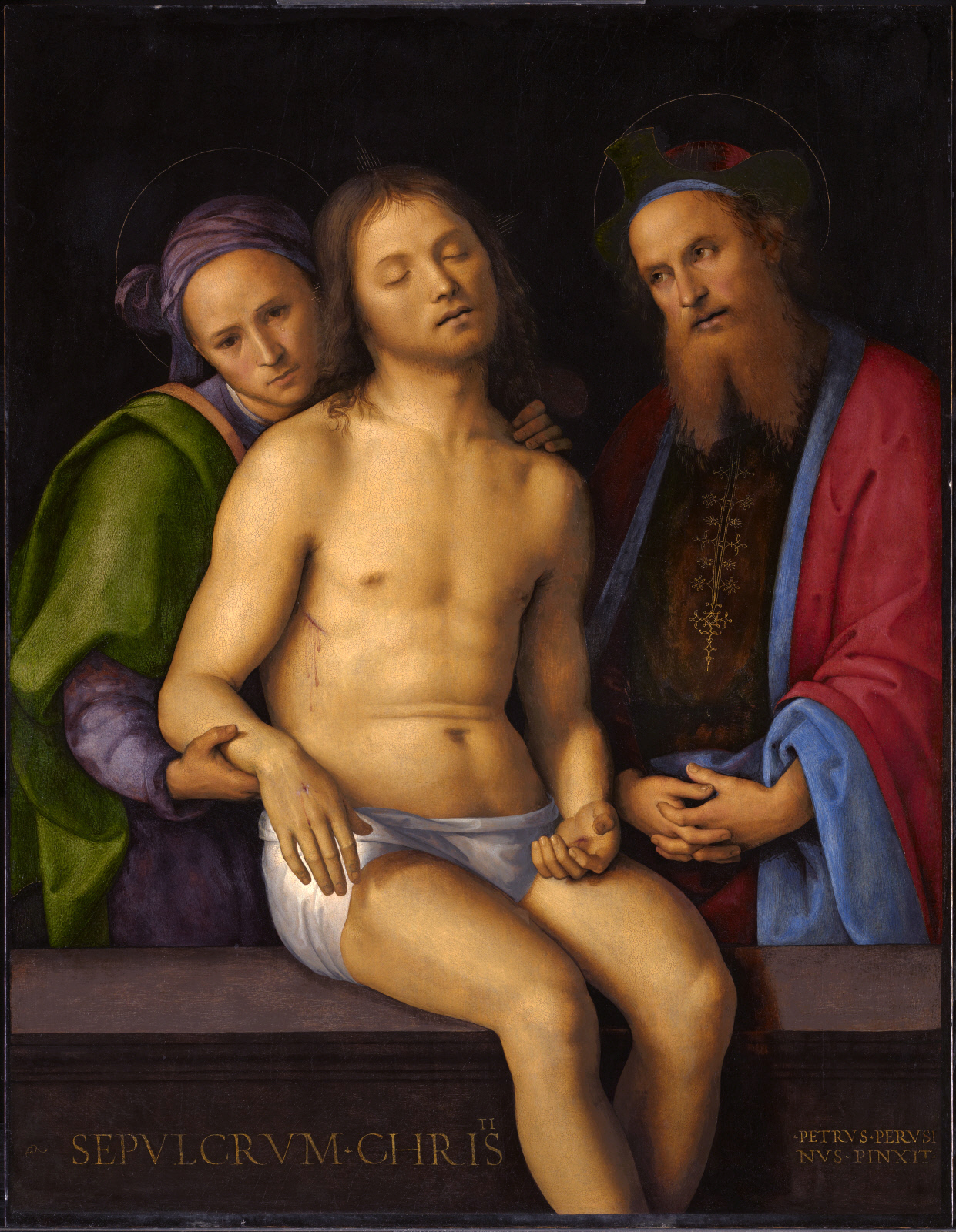
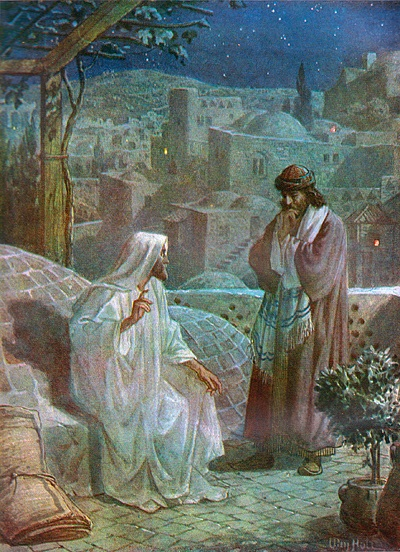
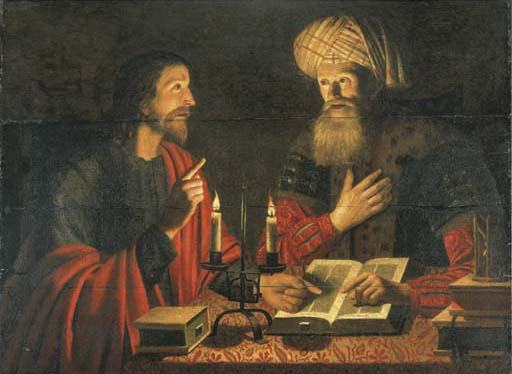